# BRIT Awards 1992
La XII edizione dei BRIT Awards si tenne nel 1992 presso il Hammersmith Odeon.

## Vincitori
- Miglior produttore britannico: Trevor Horn
- miglior registrazione di musica classica: Giuseppe Verdi - (Sir Georg Solti) - "Otello"
- Miglior colonna sonora: "The Commitments"
- Miglior album britannico: Seal - "Seal"
- Rivelazione britannica: Beverley Craven
- Cantante femminile britannica: Lisa Stansfield
- Gruppo britannico: The KLF and Simply Red (Joint Winners)
- Cantante maschile britannico: Seal
- Singolo britannico: Queen "These Are the Days of Our Lives"
- British video: Seal - "Killer"
- Rivelazione internazionale: P.M. Dawn
- Gruppo internazionale: R.E.M.
- Outstanding contribution: Freddie Mercury